# Livia Pomodoro
Livia Pomodoro (Molfetta, 21 aprile 1940) è un'ex magistrata, dirigente pubblica e giurista italiana, ex Presidente del Tribunale di Milano.

## Biografia
Livia Pomodoro è nata a Molfetta (Bari) nel 21 Aprile 1940 , si è laureata in Giurisprudenza all'Università degli Studi di Bari con il massimo dei voti, la lode e la menzione della commissione di laurea ed è entrata in magistratura nel 1965. Esperta di diritto familiare e dei minori, è docente di Ordinamento giudiziario presso l'Università Cattolica del Sacro Cuore: è presidente dell'associazione di studi giuridici e costituzionali "Emilio Alessandrini", componente del Comitato Nazionale per la Bioetica e membro della Commissione Nazionale Italiana per l'UNESCO.
La sua carriera professionale si è sviluppata negli anni attraverso l'attribuzione di diversi ruoli giudiziari e di responsabilità:
- Giudice e Sostituto procuratore generale presso la Corte di Appello di Milano;
- Procuratore della Repubblica presso il Tribunale per i Minorenni di Milano;
- Presidente della Commissione Ministeriale che ha redatto il nuovo codice di procedura penale minorile;
- Vicecapo di gabinetto Ministro di Grazia e Giustizia Virginio Rognoni
- Capo di gabinetto del ministro di Grazia e Giustizia Claudio Martelli (Governo Andreotti VII e Governo Amato I[1])
- Dal 1993 al 2007 ha presieduto il Tribunale per i minorenni di Milano
- Dal 2007 al febbraio 2015 è stata presidente del Tribunale di Milano
- Dal 2014 Presidente del Milan Center for Food Law and Policy
- Dal 2016 diventa presidente di Accademia di Belle Arti di Brera, Milano[2]

## Incarichi
È stata componente della Commissione Pari Opportunità presso la Presidenza del Consiglio e della Commissione ministeriale sulla "Prevenzione delle condotte socialmente devianti". Ha fatto parte della Commissione di studio istituita dal Ministro Veronesi sull'utilizzazione delle cellule staminali e del Comitato Nazionale per la Bioetica per 10 anni. È presidente della Fondazione Centro nazionale di prevenzione e difesa sociale e chair dell'O.N.G. ISPAC, membro ECOSOC delle N.U., componente della Commissione Nazionale dell'UNESCO. Già vice presidente presso la Commissione Provinciale Tributaria di Milano.
È membro del Comitato scientifico del Centro di ricerca sulle relazioni interculturali presso l'Università Cattolica del Sacro Cuore di Milano. È membro del Comitato Direttivo del Chapter italiano dell'Associazione Women Corporate Directors (WCD), organizzazione che riunisce donne Consiglieri di Amministrazione di tutto il mondo con la missione di sviluppare un network di professioniste con forti capacità e peso decisionale. Il 17 febbraio 2014 è stata nominata Presidente del Milan Center for Food Law and Policy a seguito della sottoscrizione del Protocollo di Intesa tra Comune di Milano, Regione Lombardia, Camera di Commercio, Industria, Artigianato e Agricoltura di Milano e Società Expo 2015 S.p.A. Il 10 settembre 2014 è stata nominata membro del Consiglio dell'Ordine "Al merito della Repubblica italiana" su proposta del Presidente del Consiglio dei Ministri Matteo Renzi.

## Attività accademica
Ha svolto numerosi incarichi di insegnamento di diritto presso diverse università di Milano e attualmente tiene il corso di "Ordinamento Giudiziario" presso la Facoltà di Giurisprudenza dell'Università Cattolica del Sacro Cuore di Milano.
Molto prolifica è anche la sua attività di pubblicista e scrittrice. Fra le sue principali pubblicazioni si evidenziano i numerosi testi e prefazioni a volumi relativi a problematiche familiari e sociali. Nel 1988 ha licenziato il testo per il nuovo codice di procedura penale per i minori. Ha pubblicato i libri "A quattordici smetto" (2004) e "Rispettare l'altro. Beati quelli che giudicheranno se stessi" (2014) ed è coautrice di manuali giuridici quali i Manuali di Ordinamento giudiziario (con Ilaria Castiglioni e Davide Pretti, 2012 e 2013 - Giappichelli) e il Manuale di diritto di famiglia e dei minorenni (con Paolo Giannino e Piero Avallone, 2009 - Utet). Da molti anni dirige la banca dati sui diritti dei minori e sui diritti della famiglia (De Agostini).

## Il teatro No'hma
L'attività che oggi contraddistingue in maniera assolutamente originale Livia Pomodoro è però quella relativa alla conduzione dello Spazio Teatro No'hma Teresa Pomodoro, da lei continuata in qualità di Presidente dopo la scomparsa della sorella Teresa, attrice e drammaturga.
Dalle "guerre dimenticate" a "il potere ha tutti i peccati" a "i cinque sensi+1" al manifesto "il buio, la luce e i suoi colori" a "la parola e il suo doppio"  a "Dinqinesh, Lucy la meravigliosa", "L'uomo, la natura, il progresso" fino a "l'umanità sospesa, l'acqua, la terra, le relazioni fra gli uomini" il viaggio intrapreso ha cercato di scandagliare l'animo umano, di coglierne debolezze, vizi, virtù, con ironia e attenzione, rappresentandoli con parola, immagini, musica e danze, in una ricerca del bene fondamentale dell'umanità capace di esprimersi nella civiltà variegata, sfaccettata, accogliente e solidale che non può non essere obiettivo di una qualità della vita finalmente fondata sulla bellezza, l'armonia, l'eleganza, la dignità.